# Hồng Hài Nhi
Hồng Hài Nhi (giản thể: 红孩儿; phồn thể: 紅孩兒; bính âm: Hóng Hái Er; Wade–Giles: Hóng Haí Er) là một nhân vật trong truyện Tây du ký. Là nhân vật có ngoại hình như trẻ con nhưng đầy mưu mô, xảo quyệt và rất tàn ác. Nhân vật này là nhân vật duy nhất giả Quan Thế Âm để lừa Trư Bát Giới trong tác phẩm Tây Du Ký của Ngô Thừa Ân. Sau Hồng Hài Nhi được Quan Thế Âm thu phục, phong là Thiện Tài Đồng Tử, vì nguyên cớ này mà Ngưu Ma Vương và Thiết Phiến Công chúa oán hận sanh ra nạn tại Hỏa Diệm Sơn với Ngộ Không.

## Xuất thân

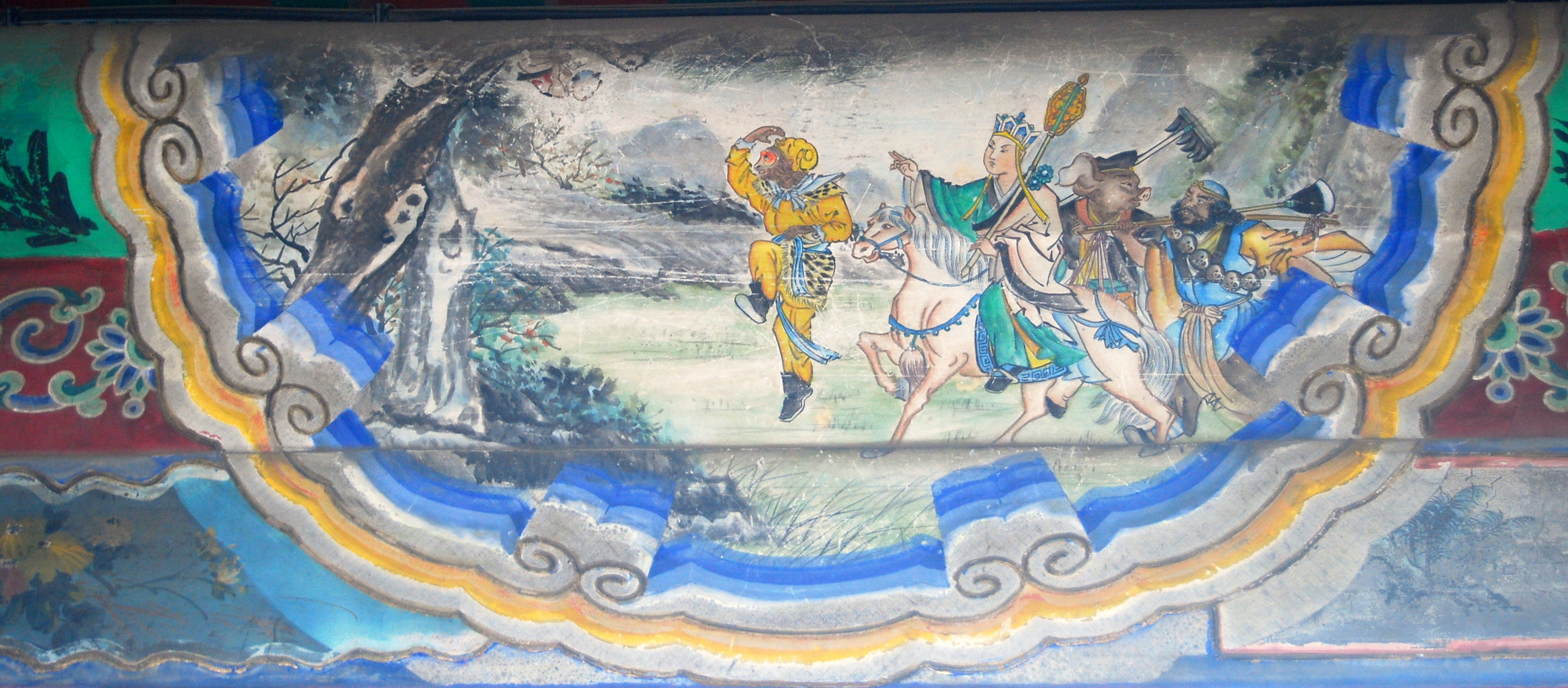
Tranh khắc trên Di Hòa Viên vẽ cảnh Hồng Hài Nhi biến hóa lừa thầy trò Đường Tăng

- Là con trai của Ngưu Ma Vương và Thiết Phiến công chúa hay Bà La Sát. Ngụ ở Hỏa Vân Động, khe Khô Tùng, thuộc núi Hiệu Sơn.[1] Nhân vật Hồng Hài Nhi xuất hiện trong nạn "Thu phục Hồng Hài Nhi" thuộc tác phẩm "Tây du ký" của Ngô Thừa Ân.
- Xưng hiệu Thánh Anh Đại Vương.[2]
- Hình hài như trẻ con nhưng đã trên ba trăm tuổi. Tây du ký miêu tả như sau:

| “ | Mặt như bôi phấn trắng, Môi tựa thoa son hồng. Tóc xanh rờn chàm nhuộm, Mày cong vút cánh cung. Na Tra thua béo tốt, Quần gấm thêu phượng rồng. Giáo trong tay lẫm liệt, Hào quang tỏa quanh vùng. Tiếng vang như sấm dậy, Mắt quắc tựa chớp giông. Họ tên ai muốn biết: Hồng Hài danh vang lừng. | ” |

## Bản lĩnh
- Hồng Hài Nhi có phép tạo lửa Tam Muội Chân Hỏa, nước thường không dập tắt được. Lửa này được luyện từ lửa từ Lò luyện đan của Thái Thượng Lão Quân rơi từ khi Ngộ Không đại náo thiên cung xuống Hỏa Diệm Sơn. Hồng Hài Nhi phun lửa phải tự đánh vào mũi để tạo lửa. Tây du ký miêu tả Tam Muội Chân Hỏa như sau:

| “ | Ngùn ngụt ngùn ngụt lửa bốc lên, Bừng bừng cuồn cuộn khắp trăm miền. Khác nào xe lửa lăn vùn vụt, Lả tả tro tàn múa dưới trên. Chẳng phải Toại Nhân gùi lấy lửa, Không như Lão Tử luyện linh đơn. Lửa trời, lửa đất đều không phải, Ấy lửa tam muội của Ma Vương, Năm cỗ xe kia hợp ngũ hành, Ngũ hành sinh hóa lửa kia thành. Can mộc phát sinh tâm hỏa vượng, Tâm hỏa khiến cho tỳ thổ bình. Tỳ thổ sinh kim, kim sinh thủy. Thủy sinh ra mộc thật tài tình. Sinh sinh hóa hóa đều do hỏa, Cháy khắp không gian vạn vật vinh. Yêu ma biết phép hô tam muội. Trấn giữ bốn phương đệ nhất danh. | ” |

- Hồng Hài Nhi là khắc tinh của Tôn Ngộ Không. Đã dùng khói của Tam Muội Chân Hỏa (do Tôn Ngộ Không sợ khói) đốt chết Tôn Ngộ Không một mạng tại núi Hiệu Sơn.[5]
- Quan Âm Bồ Tát đã dùng nước Cam lộ dập tắt lửa Tam Muội Chân Hỏa và thu phục Hồng Hài Nhi phong là Thiện Tài Đồng Tử.[6]